# Isla Yarok
La isla Yarok (del ruso: Ярок) es una isla en el mar de Láptev, un parte del océano Ártico. La isla está ubicada frente a la desembocadura del río Yana, a unos pocos kilómetros hacia el este.
Yarok es grande y plana. Tiene muchos pequeños lagos, pantanos y bancos de arena. Su longitud es de 38 km y su anchura máxima de 26 kim.
El delta del Yana, la zona costera cerca de la cual la isla se encuentra, es una zona de extensos humedales. Está sujeta al severo clima del Ártico, con vientos frecuentes y ventiscas. Más al norte, el mar en la Bahía de Yana se congela con gruesas capas de hielos durante unos ocho meses al año, de modo que Yarok se fusiona con el continente.
Administrativamente, Yarok  pertenece a la república de Saja (Yakutia) de la Federación de Rusia.